# 趙以煃
趙以煃，字叔文，趙以炯弟，贵州贵阳人，清朝政治人物、進士出身。
光緒十二年（1886年）丙戌科進士，三甲十名；同年五月，著以内阁中书。